# Jacques-Antoine Beaufort
Pour les articles homonymes, voir Beaufort.
Jacques-Antoine Beaufort (né en 1721 à Paris et mort à Rueil, généralité de Paris le 25 juin 1784) est un peintre français du XVIIIe siècle.

## Biographie
Peintre d'histoire et de paysages, il est l'un des fondateurs de l'Académie de peinture et de sculpture de Marseille, avec Jean-Joseph Kapeller. Agréé par celle de Paris en 1766, reçu académicien le 26 janvier 1771, et nommé conseiller en 1781.
Il a été le professeur de Louis Chays (1740-1811) et de Langlois de Sézanne (1757-1845). Il exposa au Salon du Louvre de 1767 à 1783.
En 1783 Adélaïde Labille-Guiard réalise au pastel un Portrait en buste de Jacques-Antoine Beaufort, conservé au musée du Louvre.

## Œuvres
- salon de 1767 - Une flagellation[1],[7]
- salon de 1767 - un tableau d'Animaux[7]
- 1768 - Tête de jeune femme, musée des beaux-arts de Rouen[8]
- salon de 1769 - Christ expirant sur la croix, pour la salle de la Compagnie des Indes à Pondichéry[7],[9]
- 1771 - Le Serment de Brutus, esquisse préparatoire, Albuquerque, University Art Museum, University of New Mexico[10]
- 1771 - Le Serment de Brutus, Los Angeles County Museum of Art[11]
- salon de 1771 - Le Serment de Brutus ou La mort de Lucrèce ou Brutus, Lucretius Père de Lucrèce, et Collatinus son Mari, jurent sur le poignard dont elle s'est tuée, de venger sa mort et de chasser les Tarquins de Rome, musée municipal Frédéric-Blandin à Nevers[12],[13]
- salon de 1775 - L'incrédulité de Saint-Thomas[7], Fitzwilliam Museum[14]
- salon de 1775 - Madeleine au désert[7]
- salon de 1775 - Deux femmes grecques[7]
- salon de 1777 - Charité romaine, musée des beaux-arts de Bordeaux[15],[16]
- vente de 1778 - Vue des environs de Charenton[3]
- vente de 1778 - Diane au bain[3]
- salon de 1779 - La Mort de Calanus ou Calanus montant au bûcher en présence de l'armée d’Alexandre, jadis au musée des beaux-arts de Caen (détruit), tableau commandé par Louis XVI ; esquisse au musée du Prado, à Madrid[17]
- salon de 1781 - La Mort de Bayard, musée du Louvre[18] (déposé au musée des Beaux-Arts de Marseille)
- salon de 1783 - Le Duc de Guise chez le président du Harlay[9]
- vente de 1784 - Néron[3]
- nd - Embarquement de saint Louis (Louis IX) pour la croisade pour l'église Saint-Théodore, ancien couvent des Récollets, à Marseille.
- nd - Louis IX, sur son lit de mort, remet à son fils le plan de sa conduite[19], pour la chapelle de l'École militaire[9]
- nd - étude d'homme nu, debout, dessin[20]
- nd - étude d'homme nu, à demi-étendu, dessin[21]
- nd - homme penché vers la gauche, dessin[22]